# Trichoridia
Trichoridia là một chi bướm đêm thuộc họ Noctuidae.

## Các loài
- Trichoridia albiluna Hampson, 1906
- Trichoridia canosparsa (Hampson, 1894)
- Trichoridia cuprescens Hampson, 1906
- Trichoridia dentata (Hampson, 1894)
- Trichoridia endroma (Swinhoe, 1893)
- Trichoridia eristicum (Püngeler, 1906)
- Trichoridia fulminea (Leech, 1900)
- Trichoridia hampsoni (Leech, 1900)
- Trichoridia herchatera (Swinhoe, 1893)
- Trichoridia junctura (Hampson, 1894)
- Trichoridia leuconephra Draudt, 1950
- Trichoridia sikkimensis (Moore, 1881)